# Lista de singles número um na K-pop Hot 100
Esta é uma lista dos singles número um na Billboard Korea K-Pop Hot 100. Esta tabela foi lançada pela Billboard em conjunto com a Billboard Korea em 25 de agosto de 2011 e é baseado em vendas digitais por meio de sites líderes, bem como em downloads de sites de serviços móveis utilizando uma fórmula padrão do setor e as fontes de dados musicais mais confiáveis na Coreia do sul. A tabela foi descontinuada a partir da edição de 16 de julho de 2014 e restabelecida somente três anos depois, em dezembro de 2017, contudo, a primeira nova edição abrangeu o período de 29 de maio a 4 de junho de 2017.

## Histórico semanal
| Semana de       | Canção                                                                                     | Artista(s)                                               | Ref.    |
| --------------- | ------------------------------------------------------------------------------------------ | -------------------------------------------------------- | ------- |
| 20 de agosto    | "Good-bye Baby"                                                                            | Miss A                                                   | [ 4 ]   |
| 27 de agosto    | "Roly-Poly"                                                                                | T-ara                                                    | [ 5 ]   |
| 3 de setembro   | "So Cool"                                                                                  | Sistar                                                   | [ 6 ]   |
| 10 de setembro  | "I Turned Off the TV..."                                                                   | Leessang com participação de Yoon Mi-rae, Kwon Jung-yeol | [ 7 ]   |
| 17 de setembro  | "Don't Say Goodbye"                                                                        | Davichi                                                  | [ 8 ]   |
| 8 de outubro    | "Hello"                                                                                    | Huh Gak                                                  | [ 9 ]   |
| 22 de outubro   | "Tokyo Girl"                                                                               | Busker Busker                                            | [ 10 ]  |
| 29 de outubro   | "Era of Love"                                                                              | Lee Seung-gi                                             | [ 11 ]  |
| 5 de novembro   | "The Boys"                                                                                 | Girls' Generation                                        | [ 12 ]  |
| 12 de novembro  | "I Miss You"                                                                               | Noel                                                     | [ 13 ]  |
| 19 de novembro  | "The Western Sky"                                                                          | Ulala Session                                            | [ 14 ]  |
| 26 de novembro  | "Be My Baby"                                                                               | Wonder Girls                                             | [ 15 ]  |
| 3 de dezembro   | "Cry Cry"                                                                                  | T-ara                                                    | [ 16 ]  |
| 17 de dezembro  | "You & I"                                                                                  | IU                                                       | [ 17 ]  |
| 2012            |                                                                                            |                                                          |         |
| 21 de janeiro   | "Lovey-Dovey"                                                                              | T-ara                                                    | [ 18 ]  |
| 11 de fevereiro | "To Turn Back Hands of Time"                                                               | Lyn                                                      | [ 19 ]  |
| 10 de março     | "Blue"                                                                                     | Big Bang                                                 | [ 20 ]  |
| 31 de março     | "I Wonder If You Hurt Like Me"                                                             | 2AM                                                      | [ 21 ]  |
| 14 de abril     | "Cherry Blossom Ending"                                                                    | Busker Busker                                            | [ 22 ]  |
| 28 de abril     | "Alone"                                                                                    | Sistar                                                   | [ 23 ]  |
| 26 de maio      | "Every End of the Day"                                                                     | IU                                                       | [ 24 ]  |
| 23 de junho     | "Monster"                                                                                  | Big Bang                                                 | [ 25 ]  |
| 30 de junho     | "Like This"                                                                                | Wonder Girls                                             | [ 26 ]  |
| 7 de julho      | "If You Really Love Me"                                                                    | Busker Busker                                            | [ 27 ]  |
| 14 de julho     | "Loving U"                                                                                 | Sistar                                                   | [ 28 ]  |
| 21 de julho     | "I Love You"                                                                               | 2NE1                                                     | [ 29 ]  |
| 4 de agosto     | "Gangnam Style"                                                                            | Psy                                                      | [ 30 ]  |
| 8 de setembro   | "I Need You"                                                                               | Huh Gak e Zia                                            | [ 31 ]  |
| 15 de setembro  | "All for You"                                                                              | Seo In-guk e Jung Eun-ji                                 | [ 32 ]  |
| 6 de outubro    | "Memory of the Wind"                                                                       | Naul                                                     | [ 33 ]  |
| 27 de outubro   | "It's Cold"                                                                                | Epik High com participação de Lee Hi                     | [ 34 ]  |
| 3 de novembro   | "Becoming Dust"                                                                            | Jung Joon-young e Roy Kim                                | [ 35 ]  |
| 10 de novembro  | "Please Don't"                                                                             | K.Will                                                   | [ 36 ]  |
| 17 de novembro  | "1, 2, 3, 4"                                                                               | Lee Hi                                                   | [ 37 ]  |
| 8 de dezembro   | "Return"                                                                                   | Lee Seung-gi                                             | [ 38 ]  |
| 2013            |                                                                                            |                                                          |         |
| 19 de janeiro   | "I Got a Boy"                                                                              | Girls' Generation                                        | [ 39 ]  |
| 2 de fevereiro  | "Shower of Tears"                                                                          | Baechigi com participação de Ailee                       | [ 40 ]  |
| 16 de fevereiro | "Gone Not Around Any Longer"                                                               | Sistar19                                                 | [ 41 ]  |
| 16 de março     | "Snow Flower"                                                                              | Gummy                                                    | [ 42 ]  |
| 30 de março     | "And One"                                                                                  | Taeyeon                                                  | [ 43 ]  |
| 6 de abril      | "Cherry Blossom Ending"                                                                    | Busker Busker                                            | [ 44 ]  |
| 13 de abril     | "Rose"                                                                                     | Lee Hi                                                   | [ 45 ]  |
| 20 de abril     | "Love Blossom"                                                                             | K.Will                                                   | [ 46 ]  |
| 27 de abril     | "Gentleman"                                                                                | Psy                                                      | [ 47 ]  |
| 4 de maio       | "Bounce"                                                                                   | Cho Yong-pil                                             | [ 48 ]  |
| 11 de maio      | "Bom Bom Bom"                                                                              | Roy Kim                                                  | [ 49 ]  |
| 1 de junho      | "What's Your Name?"                                                                        | 4Minute                                                  | [ 50 ]  |
| 8 de junho      | "Bad Girls"                                                                                | Lee Hyori                                                | [ 51 ]  |
| 15 de junho     | "Will You Be Okay?"                                                                        | Beast                                                    | [ 52 ]  |
| 22 de junho     | "Only You"                                                                                 | 4Men                                                     | [ 53 ]  |
| 29 de junho     | "Give It to Me"                                                                            | Sistar                                                   | [ 54 ]  |
| 6 de julho      | "My Love"                                                                                  | Lee Seung-chul                                           | [ 55 ]  |
| 20 de julho     | "Missing You Today"                                                                        | Davichi                                                  | [ 56 ]  |
| 3 de agosto     | "U&I"                                                                                      | Ailee                                                    | [ 57 ]  |
| 17 de agosto    | "Rum Pum Pum Pum"                                                                          | f(x)                                                     | [ 58 ]  |
| 24 de agosto    | "Bar Bar Bar"                                                                              | Crayon Pop                                               | [ 59 ]  |
| 7 de setembro   | "Crazy of You"                                                                             | Hyolyn                                                   | [ 60 ]  |
| 14 de setembro  | "Touch Love"                                                                               | Yoon Mi-rae                                              | [ 61 ]  |
| 5 de outubro    | "Stupid in Love"                                                                           | Soyou com participação de Mad Clown                      | [ 62 ]  |
| 12 de outubro   | "Love, At First"                                                                           | Busker Busker                                            | [ 63 ]  |
| 26 de outubro   | "The Red Shoes"                                                                            | IU                                                       | [ 64 ]  |
| 9 de novembro   | "You Don't Know Love"                                                                      | K.Will                                                   | [ 65 ]  |
| 16 de novembro  | "Now"                                                                                      | Trouble Maker                                            | [ 66 ]  |
| 23 de novembro  | "I Got C"                                                                                  | Park Myung-soo e Primary                                 | [ 67 ]  |
| 30 de novembro  | "The Letter"                                                                               | Davichi                                                  | [ 68 ]  |
| 7 de dezembro   | "Break Up Dinner"                                                                          | San E com participação de Sanchez de Phantom             | [ 69 ]  |
| 14 de dezembro  | "One Way Love"                                                                             | Hyolyn                                                   | [ 70 ]  |
| 21 de dezembro  | "Loved You"                                                                                | Seo In-guk e Zia                                         | [ 71 ]  |
| 28 de dezembro  | "Winter Confession"                                                                        | Sung Si-kyung, Seo In-guk, Park Hyo-shin e VIXX          | [ 72 ]  |
| 2014            |                                                                                            |                                                          |         |
| 4 de janeiro    | "Friday"                                                                                   | IU                                                       | [ 73 ]  |
| 18 de janeiro   | "Wind That Blows"                                                                          | MC the Max                                               | [ 74 ]  |
| 25 de janeiro   | "Like a Star"                                                                              | K.Will                                                   | [ 75 ]  |
| 1 de fevereiro  | "Some Occasional Showers"                                                                  | Gary com participação de Crush                           | [ 76 ]  |
| 8 de fevereiro  | "Goodbye"                                                                                  | Hyolyn                                                   | [ 77 ]  |
| 1 de março      | "Some"                                                                                     | Junggigo e Soyou                                         | [ 78 ]  |
| 12 de abril     | "During That Meet Your"                                                                    | Lee Sun-hee                                              | [ 79 ]  |
| 19 de abril     | "Wildflowers"                                                                              | Park Hyo-shin                                            | [ 80 ]  |
| 26 de abril     | "200%"                                                                                     | AKMU                                                     | [ 81 ]  |
| 10 de maio      | "Not Spring, Love or Cherry Blossoms"                                                      | High4 e IU                                               | [ 82 ]  |
| 24 de maio      | "The Lone Duckling"                                                                        | g.o.d                                                    | [ 83 ]  |
| 31 de maio      | "My Old Story"                                                                             | IU                                                       | [ 84 ]  |
| 7 de junho      | "You You You"                                                                              | Fly To The Sky                                           | [ 85 ]  |
| 14 de junho     | "Your Scent"                                                                               | Jung In e Gary                                           | [ 86 ]  |
| 21 de junho     | "Eyes, Nose, Lips"                                                                         | Taeyang                                                  | [ 87 ]  |
| 9 de julho      | "Umbrella"                                                                                 | Younha                                                   | [ 89 ]  |
| 16 de julho     | "Break Up To Make Up"                                                                      | Huh Gak e Jung Eun-ji                                    | [ 90 ]  |
| 2017            |                                                                                            |                                                          |         |
| 4 de junho      | "Don't Wanna Cry" (울고 싶지 않아)                                                         | Seventeen                                                | [ 91 ]  |
| 11 de junho     | "Signal"                                                                                   | Twice                                                    | [ 92 ]  |
| 9 de julho      | "Yes I Am" (나로 말할 것 같으면)                                                           | Mamamoo                                                  | [ 93 ]  |
| 23 de julho     | "You, Clouds, Rain" (나로 말할 것 같으면)                                                  | Heize com participação de Shin Yong-jae                  | [ 94 ]  |
| 30 de julho     | "Ko Ko Bop"                                                                                | Exo                                                      | [ 95 ]  |
| 3 de setembro   | "Like It" (좋니)                                                                           | Yoon Jong-shin                                           | [ 96 ]  |
| 17 de setembro  | "Power"                                                                                    | Exo                                                      | [ 97 ]  |
| 24 de setembro  | "We Are" (시차)                                                                            | Woo Won-jae com participação de Loco e Gray              | [ 98 ]  |
| 1 de outubro    | "DNA"                                                                                      | BTS                                                      | [ 99 ]  |
| 15 de outubro   | "Some" (썸 탈꺼야)                                                                         | Bolbbalgan4                                              | [ 100 ] |
| 5 de novembro   | "Love Story" (연애소설)                                                                    | Epik High com participação de IU                         | [ 101 ] |
| 12 de novembro  | "Likey"                                                                                    | Twice                                                    | [ 102 ] |
| 26 de novembro  | "Beautiful"                                                                                | Wanna One                                                | [ 103 ] |
| 3 de dezembro   | "Yes" (좋아)                                                                               | Yoon Jong-shin e Minseo                                  | [ 104 ] |
| 17 de dezembro  | "Emptiness in Memory" (기억의 빈자리)                                                      | Naul                                                     | [ 105 ] |
| 24 de dezembro  | "Heart Shaker"                                                                             | Twice                                                    | [ 107 ] |
| 2018            |                                                                                            |                                                          |         |
| 6 de janeiro    | "Universe"                                                                                 | Exo                                                      | [ 108 ] |
| 13 de janeiro   | "Sound of Winter" (겨울소리)                                                               | Park Hyo-shin                                            | [ 109 ] |
| 20 de janeiro   | "Good Old Days" (그날처럼)                                                                 | Jang Deok Cheol                                          | [ 110 ] |
| 10 de fevereiro | "Love Scenario" (사랑을 했다)                                                              | iKon                                                     | [ 111 ] |
| 24 de março     | "Starry Night" (별이 빛나는 밤)                                                            | Mamamoo                                                  | [ 112 ] |
| 7 de abril      | "Boomerang" (부메랑)                                                                       | Wanna One                                                | [ 113 ] |
| 28 de abril     | "What Is Love?"                                                                            | Twice                                                    | [ 114 ] |
| 5 de maio       | "Don't Give It To Me" (주지마)                                                             | Loco e Hwasa                                             | [ 115 ] |
| 2 de junho      | "Fake Love"                                                                                | BTS                                                      | [ 116 ] |
| 23 de junho     | "Travel"                                                                                   | Bolbbalgan4                                              | [ 117 ] |
| 30 de junho     | "Ddu-Du Ddu-Du"                                                                            | Blackpink                                                | [ 118 ] |
| 21 de julho     | "Dance The Night Away"                                                                     | Twice                                                    | [ 119 ] |
| 4 de agosto     | "Way Back Home"                                                                            | Shaun                                                    | [ 120 ] |
| 11 de agosto    | "SoulMate"                                                                                 | Zico com participação de IU                              | [ 121 ] |
| 18 de agosto    | "Power Up"                                                                                 | Red Velvet                                               | [ 122 ] |
| 1 de setembro   | "Idol"                                                                                     | BTS                                                      | [ 123 ] |
| 22 de setembro  | "Siren" (사이렌)                                                                           | Sunmi                                                    | [ 124 ] |
| 29 de setembro  | "Lullaby"                                                                                  | Got7                                                     | [ 125 ] |
| 6 de outubro    | "There Has Never Been A Day I Haven't Loved You" (하루도 그대를 사랑하지 않은 적이 없었다) | Im Chang-jung                                            | [ 126 ] |
| 27 de outubro   | "Bbibbi" (삐삐)                                                                            | IU                                                       | [ 127 ] |
| 10 de novembro  | "Tempo"                                                                                    | Exo                                                      | [ 128 ] |
| 24 de novembro  | "Solo"                                                                                     | Jennie                                                   | [ 129 ] |
| 1 de dezembro   | "Spring Breeze" (봄바람)                                                                   | Wanna One                                                | [ 130 ] |
| 15 de dezembro  | "Fiancé" (아낙네)                                                                          | Mino                                                     | [ 131 ] |
| 22 de dezembro  | "Love Shot"                                                                                | Exo                                                      | [ 132 ] |
| 29 de dezembro  | "180 Degree" (180도)                                                                       | Ben                                                      | [ 133 ] |
| 2019            |                                                                                            |                                                          |         |
| 19 de janeiro   | "After You've Gone"                                                                        | MC the Max                                               | [ 134 ] |
| 26 de janeiro   | "Gotta Go"                                                                                 | Chungha                                                  | [ 135 ] |
| 2 de fevereiro  | "Home"                                                                                     | Seventeen                                                | [ 136 ] |
| 16 de fevereiro | "Fire Up"                                                                                  | Woody                                                    | [ 137 ] |
| 2 de março      | "Twit"                                                                                     | Hwasa                                                    | [ 138 ] |
| 16 de março     | "Rooftop"                                                                                  | N.Flying                                                 | [ 139 ] |
| 23 de março     | "Lovedrunk"                                                                                | Epik High com participação de Crush                      | [ 140 ] |
| 6 de abril      | "Four Seasons" (사계)                                                                      | Taeyeon                                                  | [ 141 ] |
| 20 de abril     | "Boy with Luv" (작은 것들을 위한 시)                                                       | BTS com participação de Halsey                           | [ 142 ] |
| 8 de junho      | "If There Was Practice in Love"                                                            | Lim Jae Hyun                                             | [ 143 ] |
| 22 de junho     | "To Be Honest"                                                                             | Kim Na-young                                             | [ 144 ] |
| 29 de junho     | "Drunk on Love"                                                                            | Jang Hye-jin e Yoon Min-soo                              | [ 145 ] |
| 13 de julho     | "UN Village"                                                                               | Baekhyun                                                 | [ 146 ] |
| 20 de julho     | "Thank You for Goodbye"                                                                    | Ben                                                      | [ 147 ] |
| 27 de julho     | "What a Life"                                                                              | Exo-SC                                                   | [ 148 ] |
| 3 de agosto     | "What Are You Up To"                                                                       | Kang Daniel                                              | [ 149 ] |
| 10 de agosto    | "Remember Me"                                                                              | Gummy                                                    | [ 150 ] |
| 17 de agosto    | "So Long"                                                                                  | Paul Kim                                                 | [ 151 ] |
| 24 de agosto    | "Umpah Umpah"                                                                              | Red Velvet                                               | [ 152 ] |
| 31 de agosto    | "Icy"                                                                                      | Itzy                                                     | [ 153 ] |
| 21 de setembro  | "Lalalay"                                                                                  | Sunmi                                                    | [ 154 ] |
| 28 de setembro  | "Feel Special"                                                                             | Twice                                                    | [ 155 ] |
| 5 de outubro    | "How Can I Love the Heartbreak, You're the One I Love"                                     | AKMU                                                     | [ 156 ] |
| 2 de novembro   | "Fame"                                                                                     | MC Mong com participação de Song Ga-in e Chancellor      | [ 157 ] |
| 9 de novembro   | "Love Poem"                                                                                | IU                                                       | [ 158 ] |
| 30 de novembro  | "Blueming"                                                                                 | IU                                                       | [ 159 ] |
| 21 de dezembro  | "Square (2017)"                                                                            | Yerin Baek                                               | [ 160 ] |
| 28 de dezembro  | "Meteor"                                                                                   | Changmo                                                  | [ 161 ] |
| 2020            |                                                                                            |                                                          |         |
| 18 de janeiro   | "Any Song"                                                                                 | Zico                                                     | [ 162 ] |
| 29 de fevereiro | "On"                                                                                       | BTS                                                      | [ 163 ] |
| 21 de março     | "Start"                                                                                    | Gaho                                                     | [ 164 ] |
| 18 de abril     | "Aloha"                                                                                    | Jo Jung-suk                                              | [ 165 ] |
| 9 de maio       | "Nonstop"                                                                                  | Oh My Girl                                               | [ 166 ] |
| 16 de maio      | "Eight"                                                                                    | IU com participação de Suga                              | [ 167 ] |
| 27 de junho     | "Downtown Baby"                                                                            | Bloo                                                     | [ 168 ] |
| 4 de julho      | "How You Like That"                                                                        | Blackpink                                                | [ 169 ] |
| 1 de agosto     | "Beach Again"                                                                              | SSAK3                                                    | [ 170 ] |
| 5 de setembro   | "Dynamite"                                                                                 | BTS                                                      | [ 171 ] |
| 2021            |                                                                                            |                                                          |         |
| 6 de fevereiro  | "Celebrity"                                                                                | IU                                                       | [ 172 ] |
| 27 de março     | "Rollin'"                                                                                  | Brave Girls                                              | [ 173 ] |
| 10 de abril     | "Lilac" (라일락)                                                                           | IU                                                       | [ 174 ] |
| 8 de maio       | "Rollin'"                                                                                  | Brave Girls                                              | [ 175 ] |
| 5 de junho      | "Butter"                                                                                   | BTS                                                      | [ 176 ] |
| 10 de julho     | "Foolish Love"                                                                             | M.O.M                                                    | [ 177 ] |
| 24 de julho     | "Permission to Dance"                                                                      | BTS                                                      | [ 178 ] |
| 14 de agosto    | "Nakka" (낙하)                                                                             | AKMU com IU                                              | [ 179 ] |
| 11 de setembro  | "Traffic Light" (신호등)                                                                   | Lee Mu-jin                                               | [ 180 ] |
| 6 de novembro   | "Strawberry Moon"                                                                          | IU                                                       | [ 181 ] |
| 4 de dezembro   | "Merry-Go-Round" (회전목마)                                                                | Sokodomo com participação de Zion.T e Wonstein           | [ 182 ] |
| 2022            |                                                                                            |                                                          |         |
| 15 de janeiro   | "Winter Sleep" (겨울잠)                                                                    | IU                                                       | [ 183 ] |
| 22 de janeiro   | "Merry-Go-Round" (회전목마)                                                                | Sokodomo com participação de Zion.T e Wonstein           | [ 184 ] |
| 5 de março      | "INVU"                                                                                     | Taeyeon                                                  | [ 185 ] |
| 26 de março     | "Ganadara"                                                                                 | Jay Park com participação de IU                          | [ 186 ] |
| 2 de abril      | "Tomboy"                                                                                   | (G)I-dle                                                 | [ 187 ] |
| 23 de abril     | "Still Life" (봄여름가을겨울)                                                              | Big Bang                                                 | [ 188 ] |
| 30 de abril     | "Love Dive"                                                                                | Ive                                                      | [ 189 ] |